# Glogovac (Cazin)
Glogovac falu Bosznia-Hercegovinában, a Bosznia-hercegovinai Föderáció Una-Szanai kantonjában.

## Fekvése
Bosznia-Hercegovina északnyugati részén, Bihácstól légvonalban 17, közúton 27 km-re északkeletre, Cazin központjától légvonalban 4, közúton 5 km-re délkeletre levő dombos vidéken fekszik. Áthalad rajta a Cazinból Bosanska Krupa irányba vezető főút.

## Népessége
| Nemzetiségi csoport | Népesség 1991 | Népesség 2013 |
| ------------------- | ------------- | ------------- |
| Szerb               | 3             | 0             |
| Bosnyák             | 1084          | 1263          |
| Horvát              | 1             | 0             |
| Jugoszláv           | 0             | 0             |
| Egyéb               | 2             | 20            |
| Összesen            | 1090          | 1286          |

## Története
A glogovaci muszlim gyülekezethez az azonos nevű falu mellett Brezik és Pećina is hozzá tartozik. A gyülekezetnek 230 háztartása van, és van egy mecset is, amely az idősek elbeszélései szerint az első világháború előtt épült először faanyagból. A jelenlegi mecset 1978-ban épült, azon a területen, amelyet Rešid Japić adományozott, és ugyanazon év április 28-án nyitották meg hivatalosan. A Bosznia-Hercegovina elleni szerb agresszió során, pontosabban 1992. szeptember 15-én a mecsetet egy ellenséges tanklövedék találta el, aminek következtében némi károk keletkeztek, amelyeket nem sokkal később helyreállítottak. A hagyományok szerint eddig a következő imámok, khatibok és muallimok végeztek állandó imám szolgálatot ebben a gyülekezetben: Mustafa Hodžić, és fia Mustafa efendi, majd Horić efendi, Muhamed Huskić, Jusuf Džehverović és fia, Abdurahman efendi. 1949-től 1953-ig Omer Ćoralić efendi szolgált a gyülekezetben. Ettől az időszaktól 1965 végéig nem voltak hivatalos imámai. 1965 novemberében Ahmed Ćuprije efendi került ide és 1966 szeptemberéig szolgált, amikor a JNA-nál letöltendő katonai szolgálatra távozott. Miután leszerelt a JNA-ból, 1968. március 1-jén tért vissza imám pozíciójába ebben a gyülekezetben, ahol 2010. január 31-én történt nyugdíjazásáig maradt, amikor a jelenlegi imám Ale Čehić efendi váltotta fel.

## Nevezetességei
- A helyi közösség mecsetje 1978-ban épült, a boszniai háborúban megsérült, ami miatt a háború után helyre kellett állítani.

- Glogovac és Polje közös határa mentén, a Crkvina nevű helyen B. Raunig egy késő középkori templom maradványait azonosította. Az építménynek, eltekintve néhány, korábban kiásott vörös égetett cseréptöredéktől, felszíni nyoma nem maradt.[5]